# Тинген
Тинген (њем. Thüngen) град је у њемачкој савезној држави Баварска. Једно је од 40 општинских средишта округа Мајна-Шпесарт. Према процјени из 2010. у граду је живјело 1.321 становника. Посједује регионалну шифру (AGS) 9677189.

## Географски и демографски подаци
Тинген се налази у савезној држави Баварска у округу Мајна-Шпесарт. Град се налази на надморској висини од 199 метара. Површина општине износи 13,6 km². У самом граду је, према процјени из 2010. године, живјело 1.321 становника. Просјечна густина становништва износи 97 становника/km².